# Kørsel med grønlandske Hunde
Kørsel med grønlandske Hunde er en dansk stumfilm fra 1897 af hoffotograf Peter Elfelt. Filmen var den første film filmet i Danmark og varer kun 1 minuts tid (10 meter af 35 mm film). Den viser den danske kolonibestyrer Johan Carl Joensen fra Grønland der kører med hundeslæde i Fælledparken i København. Elfelt filmede med et kamera han selv havde fået lavet, ud fra detaljerede planer fra den franske opfinder Jules Carpentier.